# K. J. McDaniels
Kevin "K. J." McDaniels Jr. (Birmingham (Alabama), 9 de fevereiro de 1993) é um jogador norte-americano de basquete profissional que atualmente joga pelo Brooklyn Nets, disputando a National Basketball Association (NBA). Foi draftado em 2014 na segunda rodada pelo  Philadelphia 76ers.